# Аюка
Аюка́, Аюши (1642 — 1724) — четвёртый главный калмыцкий тайши (1672 — 1690), из торгутского рода Кереит. Первый калмыцкий хан (1690 — 1724), старший сын и преемник Мончака, внук Дайчина и Эрдэни-Батура. Под его властью Калмыцкое ханство достигло пика с точки зрения экономической, военной и политической мощи. Вступил в договорные отношения с Русским царством и защищал его южные границы от набегов крымских татар, турок, ногайцев и казахов.

## Личность
Аюка был человеком умным, энергичным, честолюбивым. 

Шотландец Джон Белл, будучи в императорской делегации во время встречи Петра I и Аюки в 1722 году, писал об Аюке следующее: 
«Аюка-хан старик, но он сердечный и жизнерадостный. Это правитель большой мудрости и разумного поведения, пользующийся большим уважением всех соседей за свою честность и прямоту. И я помню, что, когда я был в Пекине, китайский император очень почтительно упомянул о нëм. Благодаря своему многолетнему опыту он [Аюка] очень хорошо знаком с положением дел на востоке».
Будучи от природы любознательным, Аюка не упускал подходящего случая пополнить свои знания. Например, во время приема китайского посольства летом 1714 года глава ханства интересовался вопросами, которые вовсе не диктовались этикетом. Послам пришлось отвечать на многие, порою неожиданные вопросы:
- происходят ли маньчжуры и монголы «от [одного] роду и поколения»?
- Кто такие старые и новые маньчжуры?
- Есть ли разница между монгольской и маньчжурской письменностью и кто был «первым издателем» последней?
- Растет ли в Китае смородина?
- Какие рыбы и звери водятся?
- Как выглядит водяной буйвол?
- В каких домах и дворах живут жители?
- За их землёй находятся ли еще какие народы и государства?
- Какой в ваших местах хлеб сеют, и как дождей ли ждут, или и водяные пашни есть?
- В каком месте проживает император, далеко ли оно от Пекина, и сколь многолюдно?
- Платит ли Чоухянь [Корея] дань императору, и не бывали ли вы там?

## Биография

### Ранние годы жизни. Приход к власти
Будущий калмыцкий хан провёл детство в Джунгарии. При рождении был наречён именем Аюши (краткое имя Будды долгой жизни Амитаюсы), однако в русскую историю вошёл под именем Аюка (что было ошибкой прочтения его имени с Тодо-бичиг). В 1654 году вместе с дедом Дайчином прибыл в Поволжье. 
В 1669 году после смерти отца Аюки Мончака среди калмыков вспыхнула борьба за власть. Свои права на ханский престол заявил Аблай-тайши: Дайчин был пленëн, а Аюка бежал на западный берег Волги. Во вспыхнувшем восстании Степана Разина Аюка решительно выбрал сторону российского правительства. После усмирения бунта Аюка в 1671 году нанес поражение своему сопернику Аблаю-тайши на реке Яик. По различным данным, Аюка в 1671 году одержал победу над хошутским тайшой Аблаем благодаря поддержке и помощи своих родственников Дугара, Лоузана, Назара (Назара-Мамута) и дербетского тайши Солом-Церена. Осенью 1672 года Аюка нанес поражение своему дяде Дугару и его сыну Церен-Дорджи, захватил и вернул их улусы на Волгу, а самих тайшей отправил пленниками в Астрахань.  

### Правление
В 1672 году ставка Аюки располагалась возле Саратова.  
В 1673 году Аюка принес оформленную по всем правилам тогдашних правовых документов шерть царю Алексею Михайловичу, закрепив тем самым свой статус правителя ханства. В 1677 году тайши присягнул Фёдору Алексеевичу, а в 1684 году Петру Первому. 
Аюка объединил всех волжских калмыков и значительно расширил свои владения. В его правление из Джунгарии в Поволжье прибыла его родная тётка Доржи-Рабдан вместе с одной тысячей торгутов. Прибывшие торгуты признали верховную власть Аюки и увеличили численность Калмыцкого улуса. Позднее Аюка совершил успешный военный поход против кубанских ногайцев. В течение двух месяцев калмыки воевали против ногайцев и одержали над ними победу.
Российские власти, стремясь укрепить своё влияние в Нижнем Поволжье, поддерживали его и использовали его войска и войска союзных ему дербетовских тайшей и нойонов при подавлении Астраханского (1705 — 1706 гг.) и Булавинского (1707 — 1709 гг.), Башкирских (1681 — 1684 и 1704 — 1711 гг.) восстаний, а также в Русско-турецких войнах и в Северной войне (1700 — 1721 гг.).
В 1681—1683 годах во время очередного башкирского восстания Аюка вместе с другими калмыцкими тайшами и нойонами соединился с башкирами, грабил Казанскую и Уфимскую губернии и поселения по пути в Астрахань. Возвращаясь с Дона после усмирения Булавинского бунта, калмыки по пути пограбили и русские селения. Русские, захваченные калмыками во время набегов, держались в плену, продавались в Турцию, Персию, в Крым и на Кавказ. С Турцией Аюка был в дружественных отношениях и с Константинополем сносился беспрепятственно. Как и с Персией и Китаем, Исфаханом и Пекином соответственно.
Восстановив мирные отношения с Русским царством, Аюка обратил своё внимание на восток и предпринял военный поход на казахов и туркменов, сделав их своими данниками. Часть мангышлакских туркменов была переселена Аюкой в Поволжье. В это же время он начал неприятельские действия против хивинцев и каракалпаков; над последними он одержал победу. К этому же периоду относятся его успешные войны с дагестанцами, кумыками, кабардинцами и кубанцами. Над горцами, собравшимися в значительном числе против него, он одержал решительную победу в 35 верстах выше устья реки Калауса. К этому времени слава о нем далеко распространилась по Востоку.
После многочисленных военных походов в придворном штате Аюки появились султаны кубанские, хивинские и казахские; даже Абулхайр, ставший впоследствии ханом в Младшем жузе, в честь себе ставил служить при его дворе.
В 1690 году регент пятого Далай-ламы Деси Сангье Гьяцо, который правил от его лица и скрывал смерть Далай-ламы (умер в 1682 году) вплоть до 1696 или 1697 года, пожаловал калмыцкому тайше Аюке ханский титул с печатью. В 1697 году Аюка снова получил символ ханской власти, подтверждающий титул, от VI Далай-ламы, что бы устранить какие либо сомнения относительно легитимности своей ханской власти. В 1698 году Далай-лама VI пожаловал Аюке печать и титул «Дайчин-Аюши-хан».
Калмыцкий хан поддерживал дружественные отношения с джунгарскими правителями. Выдал свою дочь замуж за хунтайджи Цэван-Рабдана. Также ездил в Джунгарию и привёл оттуда на Волгу торгутов, которые ещё оставались на своих старых кочевых местах. В 1697 году хан встретился с князем Борисом Голицыным и заключил новый договор с Москвой, по условиям которого брал на себя обязанность охранять южные границы российского государства и воевать с бухарцами, каракалпаками и казахами; а русские власти обещали снабжать калмыков пушками и порохом.
В 1706 году Аюка вызвался помогать фельдмаршалу Шереметеву в усмирении астраханского бунта, но при этом не упустил случая ограбить астраханские слободы.
В 1707 году он отказался предоставить русскому правительству своё войско при отражении нападения чеченцев, кумыков и ногайцев. Во время нового Башкирского восстания (1704 — 1711 гг.) дербетский тайши Менко-Темир, вассал Аюки, сжёг и уничтожил более ста русских селений в Пензенской и Тамбовской губерниях и при этом насильственно захватил в плен большое количество мирных русских жителей. Русское правительство отправило для разъяснений к калмыцкому хану Аюке Петра Апраксина.
В 1714 году Аюка принял цинское посольство во главе с Агадаем и Тулишэнем.
В 1720 году по распоряжению Петра I Аюка отправил свои войска на подавление народных восстаний в Башкирии и на Дону.

### Последние годы жизни
В 1722 году Аюка-хан, кочевавший близ Саратова, лично встретился с императором всероссийским Петром Великим. Известный русский синолог Иакинф (Бичурин) в своем труде так описывал эту встречу: 
«Во время Персидского похода Пётр I по прибытии в Саратов оказал Хану Аюки знаки отличного внимания. Он изъявил желание лично видеться с ним и угостить столом. Престарелый Хан, кочевавший против города на левом берегу Волги, немедленно приехал к нему верхом в сопровождении двух сыновей. Император сошел на берег встретить его и, взяв за руку, повел на галеру к Императрице, которая приняла Хана, сидя под великолепным балдахином. Вслед за сим приехала Ханша с дочерью и также представлена была Императрице. Переговоры кончились тем, что Хан дал 5000 конницы для Персидского похода».
За последнюю войну, в честь своей службы, Аюка лично из рук Петра I получил золотую саблю и пояс, усыпанный драгоценными камнями. 
В 1724 году в возрасте 82 лет Аюка умер. После проведения религиозных обрядов тело хана было кремировано. Официальная делегация из 40 человек во главе с Намка-гелюнгом с согласия русского правительства, оплатившего проезд через Сибирь, в 1729 году направилась в Тибет. Целью ее была доставка пепла Аюки-хана к Далай-ламе.

## Память
- В 2000 году в Лагани был открыт памятник хану Аюке. Его автор – скульптор Н. Я. Эледжиев.
- Памятник Аюке-хану в виде конной статуи, установлен в Цаган Амане.